# Bhawawiweka
Bhawawiweka – mnich buddyjski z południowych Indii. Uczeń Śantarakszity i Nagardżuny. Założyciel szkoły buddyjskiej swatantrika będącej częścią madhjamaki. W końcowym okresie swego życia zamieszkał w grocie gdzie oczekiwał przybycia buddy Maitrei. Napisał wiele dzieł z zakresu madhjamaki i mahajany.